# 해밀턴 (뉴질랜드)
해밀턴(영어: Hamilton, 마오리어: Kirikiriroa)는 뉴질랜드의 북섬에 위치하는 와이카토 지역의 중심도시이자, 뉴질랜드에서 4번째로 큰 도시이다. 2005년기준으로 인구는 187,960명(대도시, 도심지 기준 129,249명)이다. 뉴질랜드 제37대 헬렌 클라크 총리의 출생지이기도 하다.

## 자연경관과 역사
도시의 중심에 와이카토강이 흐르며, 이를 기준으로 동부와 서부지역(뉴질랜드 국회의원 선거구와도 동일)이 크게 발전하였다. 해밀턴 공원과 해밀턴 호수 등 넓고 아름다운 자연경관이 많으며 이들 모두 시민들의 주요 휴식처이다.
1830년대에 마오리족과의 영토분쟁으로 인한 전쟁에서 최대 격전지였으며, 이곳에서 영국군이 거둔 승리를 기념하고자 전사한 전쟁 사령관 존 페인 찰스 해밀턴의 이름을 따서 도시를 건설했다.
뉴질랜드 농업과 목축업(양) 중심지로 성장했으나, 경제개혁 이후에는 지리적 요충지로서의 이점을 살려 교통과 관광의 중심지로 발전했으며, 이 과정에서 1990년대부터 인구가 급증했다. 2007년 현재 헤밀턴시는 지나치게 높은 부동산가격과 물부족 등 난개발문제의 해결을 위해 노력하고 있다.

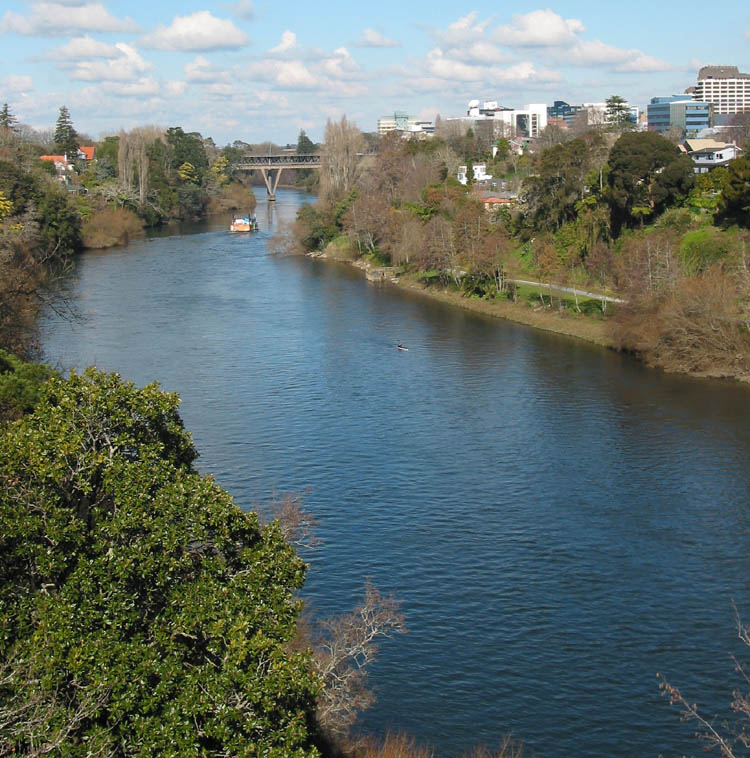
해밀턴 시와 와이카토 강 전경

상공업 규모도 점차 커지면서, 뉴질랜드 최대 상점 더 웨어하우스(The Warehouse)는 2005년에 이곳 중심지(Hamilton Central)에 역사상 최대 규모의 상점을 개점했다.

## 교통
이 도시는 뉴질랜드 물류의 중심지이다. 철도교통으로 해밀턴 중앙역(Hamilton Station)이 있는데, 오전과 오후에 1편씩 관광열차(Tranz Scenic, 오클랜드-웰링턴)가 다닌다. 특대형 화물들의 중간기착 및 수송에 더 많이 이용되고 있다.
가장 발달한 이 도시 도로교통의 내역은 다음과 같다. 뉴질랜드 전국을 횡단하는 1번 고속도로(Motorway)가 지나며, 타우랑가와 로토루아, 래글런, 뉴플리머스 등 북섬 주요지역들을 연결하는 대동맥도시로서, 현재 1번 노선의 오클랜드-해밀턴(뉴질랜드에서 가장 분주한 고속도로 노선, 약 120 km) 간 4차선 고속도로 확장공사가 막바지(2008년 준공 예정)에 있다.
해밀턴 국제공항은 최근 증축을 완료, 뉴질랜드 주요 도시들을 직통 연결하고 있다.

## 교육
법학, 경영학, 수학 그리고 미디어학 등에서 세계적 수준을 자랑하는 와이카토 대학교(The University of Waikato)와 기술중심대학(폴리텍)인 윈텍(WINTEC) 등이 자리잡아, 신흥명문 교육도시로서 젊은층의 거주비율도 높다.
오클랜드와 크라이스트처치의 과밀화 이후에는 한국인 유학생들이 급증하고 있다.

## 인구
| 연도               | 인구    |
| ------------------ | ------- |
| 1886               | 1,201   |
| 1901               | 1,253   |
| 1906               | 2,150   |
| 1911               | 4,655   |
| 1916               | 5,677   |
| 1921               | 11,441  |
| 1926               | 13,980  |
| 1931               | 15,400  |
| 1936               | 16,150  |
| 1945               | 21,982  |
| 1951               | 29,838  |
| 1956               | 35,941  |
| 1961               | 42,212  |
| 1966               | 63,000  |
| 1971               | 74,784  |
| 1976               | 87,968  |
| 1981               | 91,109  |
| 1986               | 94,511  |
| 1991               | 101,448 |
| 1996               | 109,043 |
| 2001               | 116,604 |
| 2006               | 129,588 |
| 2013               | 141,612 |
| 2018               | 160,911 |
| New Zealand census |         |

## 기후
| Hamilton, New Zealand (1981–2010)의 기후 | Hamilton, New Zealand (1981–2010)의 기후 | Hamilton, New Zealand (1981–2010)의 기후 | Hamilton, New Zealand (1981–2010)의 기후 | Hamilton, New Zealand (1981–2010)의 기후 | Hamilton, New Zealand (1981–2010)의 기후 | Hamilton, New Zealand (1981–2010)의 기후 | Hamilton, New Zealand (1981–2010)의 기후 | Hamilton, New Zealand (1981–2010)의 기후 | Hamilton, New Zealand (1981–2010)의 기후 | Hamilton, New Zealand (1981–2010)의 기후 | Hamilton, New Zealand (1981–2010)의 기후 | Hamilton, New Zealand (1981–2010)의 기후 | Hamilton, New Zealand (1981–2010)의 기후 |
| 월                                       | 1월                                      | 2월                                      | 3월                                      | 4월                                      | 5월                                      | 6월                                      | 7월                                      | 8월                                      | 9월                                      | 10월                                     | 11월                                     | 12월                                     | 연간                                     |
| ---------------------------------------- | ---------------------------------------- | ---------------------------------------- | ---------------------------------------- | ---------------------------------------- | ---------------------------------------- | ---------------------------------------- | ---------------------------------------- | ---------------------------------------- | ---------------------------------------- | ---------------------------------------- | ---------------------------------------- | ---------------------------------------- | ---------------------------------------- |
| 일평균 최고 기온 °C (°F)                 | 23.9 (75.0)                              | 24.3 (75.7)                              | 22.7 (72.9)                              | 19.9 (67.8)                              | 16.9 (62.4)                              | 14.3 (57.7)                              | 13.8 (56.8)                              | 14.7 (58.5)                              | 16.5 (61.7)                              | 17.9 (64.2)                              | 19.8 (67.6)                              | 21.9 (71.4)                              | 18.9 (66.0)                              |
| 일일 평균 기온 °C (°F)                   | 18.4 (65.1)                              | 18.8 (65.8)                              | 17.1 (62.8)                              | 14.5 (58.1)                              | 11.9 (53.4)                              | 9.5 (49.1)                               | 8.9 (48.0)                               | 9.8 (49.6)                               | 11.6 (52.9)                              | 13.2 (55.8)                              | 14.9 (58.8)                              | 16.9 (62.4)                              | 13.8 (56.8)                              |
| 일평균 최저 기온 °C (°F)                 | 12.9 (55.2)                              | 13.2 (55.8)                              | 11.4 (52.5)                              | 9.1 (48.4)                               | 6.9 (44.4)                               | 4.7 (40.5)                               | 4.0 (39.2)                               | 4.9 (40.8)                               | 6.7 (44.1)                               | 8.4 (47.1)                               | 9.9 (49.8)                               | 11.9 (53.4)                              | 8.7 (47.7)                               |
| 평균 강수량 mm (인치)                    | 76.3 (3.00)                              | 68.7 (2.70)                              | 79.4 (3.13)                              | 80.3 (3.16)                              | 99.7 (3.93)                              | 113.2 (4.46)                             | 118.2 (4.65)                             | 103.4 (4.07)                             | 91.5 (3.60)                              | 91.9 (3.62)                              | 85.0 (3.35)                              | 100.7 (3.96)                             | 1,108.2 (43.63)                          |
| 평균 강수일수 (≥ 1.0 mm)                 | 7.8                                      | 6.2                                      | 7.7                                      | 8.4                                      | 11.0                                     | 12.6                                     | 12.8                                     | 13.3                                     | 11.7                                     | 11.7                                     | 10.7                                     | 10.5                                     | 124.4                                    |
| 평균 상대 습도 (%)                       | 80.5                                     | 84.3                                     | 84.7                                     | 86.4                                     | 89.9                                     | 91.4                                     | 90.8                                     | 88.2                                     | 83.2                                     | 81.9                                     | 79.1                                     | 79.9                                     | 85.0                                     |
| 평균 월간 일조시간                       | 229.8                                    | 192.9                                    | 193.3                                    | 165.1                                    | 138.3                                    | 112.8                                    | 126.4                                    | 144.1                                    | 147.5                                    | 174.8                                    | 187.1                                    | 207.6                                    | 2,019.6                                  |
| 출처: NIWA                               |                                          |                                          |                                          |                                          |                                          |                                          |                                          |                                          |                                          |                                          |                                          |                                          |                                          |

## 대한민국과의 관계
한국인들은 2005년 기준으로 약 1,500여 명이 살고 있으며, 소수민족으로는 중국인 다음으로 강력한 영향력을 행사하고 있다. 이를 바탕으로 최근 해밀턴 공원에 아시아 국가로는 중국과 일본, 인도 다음으로 전통 '대한민국 정원'을 건설하려는 움직임이 있다.
이 도시는 서울특별시 서초구와 자매결연을 추진하고 있다.

## 자매 도시
- 미국 새크라멘토
- 일본 사이타마시
- 중국 우시 시
- 칠레 치얀